# Bilal Başacıkoğlu
Bilal Başacıkoğlu, né le 26 mars 1995 à Zaanstad (Pays-Bas), est un footballeur turc évoluant au poste d'attaquant. Il possède les nationalités néerlandaise, turque et marocaine.

## Biographie

### Débuts et formation au SC Heerenveen
Né aux Pays-Bas d'un père turc et d'une mère marocaine de Tétouan, Bilal commence tôt le football où il est formé au SC Heerenveen. Il commence sa carrière professionnelle le 8 novembre 2013 face au RKC Waalwijk en Eredivisie en remplaçant le joueur international marocain Hakim Ziyech à la 87e minute. Grâce aux blessures des joueurs types (Uche Nwofor et Yanic Wildschut), il en profite pour être titularisé pendant un long moment avec le SC Heerenveen. Il est titularisé pour sa première fois dans le match suivant qui opposait le SC Heerenveen au PSV Eindhoven (match nul, 1-1). Il marque son premier but le 19 décembre 2013 dans un match de championnat face à l'AZ Alkmaar (victoire, 1-5).

### Kayserispor
Başacıkoğlu signe en faveur du Kayserispor au mois de juillet 2018.
En décembre 2019, Başacıkoğlu résilie son contrat avec le club dans un contexte de problèmes financiers importants, à l'instar de ses coéquipiers Emmanuel Adebayor ou Paul-Georges Ntep.

### Trabzonspor
En janvier 2020, Başacıkoğlu signe au Trabzonspor pour deux ans.

## Palmarès
- Coupe des Pays-Bas en 2016
- Championnat des Pays-Bas en 2017